# Phalaeops mossambicus
Espèce
Phalaeops mossambicus est une espèce d'araignées aranéomorphes de la famille des Pisauridae.

## Distribution
Cette espèce est endémique du Mozambique.

## Description
La femelle holotype mesure 16 mm.

## Étymologie
Son nom d'espèce lui a été donné en référence au lieu de sa découverte, le Mozambique.

## Publication originale
- Roewer, 1955 : Araneae Lycosaeformia I. (Agelenidae, Hahniidae, Pisauridae) mit Berücksichtigung aller Arten der äthiopischen Region. Exploration du Parc National de l'Upemba Mission G. F. De Witte, vol. 30, p. 1-420.